# Villa Primavera (Tumbes)
Villa Primavera es un caserío peruano ubicado en el distrito de Zarumilla, perteneciente a la provincia homónima del departamento de Tumbes, al norte del Perú. 

## Ubicación
Villa Primavera se ubica al norte de la provincia de Zarumilla, en el distrito de Zarumilla, en el departamento de Tumbes.

## Demografía
En 2017 Villa Primavera tenía una población de 91 habitantes.